# نويا
بلدية نويا (بالإسبانية: Noia)‏، هي إحدى بلديات مقاطعة لا كرونيا إحدى مقاطعات إسبانيا، و التي تقع في منطقة جليقية شمال غرب إسبانيا.
يبلغ عدد سكانها 14,391 نسمة وفقاً لإحصائية سنة (2002).

## أعلام
- سباستيان دي أوكامبو
- أليخاندرو رودريغيز
- خوسيه أنخيل أنتلو